# Powiat de Wołomin
Pour les articles homonymes, voir Wołomin.
Le powiat de Wołomin (en polonais : powiat wołomiński) est un powiat (district) appartenant à la voïvodie de Mazovie dans le centre-est de la Pologne, créée en 1999 lors de la réforme administrative.
Elle est née le 1er janvier 1999, à la suite des réformes polonaises de gouvernement local passées en 1998.
Son siège administratif et plus grande ville est Wołomin, qui se trouve à 22 kilomètres au nord-est de Varsovie, capitale de la Pologne. Le district contient 6 autres villes :
- Ząbki à 11 kilomètres au sud-ouest de Wołomin,
- Marki à 10 kilomètres à l'ouest de Wołomin,
- Kobyłka à 3 kilomètres au sud-ouest de Wołomin,
- Zielonka à 8 kilomètres au sud-ouest de Wołomin,
- Radzymin à 9 kilomètres au nord-ouest de Wołomin,
- Tłuszcz à 18 kilomètres au nord-ouest de Wołomin.

Le district couvre une superficie de 955,37 kilomètres carrés. En 2006, sa population totale est de 202 444 habitants, avec une population de Wołomin de 36 711 habitants, celle de Ząbki celle de 24 422 habitants, celle de Marki de 23 376 habitants, celle de Kobyłka de 17 897 habitants, celle de Zielonka de 17 180 habitants, celle de Radzymin de 7 864 habitants, celle de Tłuszcz de 7 283 habitants, et une population rurale de 67 711 habitants.

## Powiats voisines
La Powiat de Wołomin est bordée de la Powiat de Wyszków au nord, la Powiat de Węgrów à l'est, la Powiat de Mińsk au sud-est, la ville de Varsovie au sud-ouest et la Powiat de Legionowo à l'ouest.

## Division administrative
Le powiat de Wołomin comprend 12 communes (gminy) :
| Gmina            | Type         | Superficie (km²) | Population (2006) | Siège      |
| Gmina Wołomin    | urbain-rural | 59,5             | 49 509            | Wołomin    |
| Ząbki            | urbain       | 11,1             | 24 422            |            |
| Marki            | urbain       | 26,0             | 23 376            |            |
| Gmina Radzymin   | urbain-rural | 130,9            | 19 129            | Radzymin   |
| Gmina Tłuszcz    | urbain-rural | 102,8            | 18 510            | Tłuszcz    |
| Kobyłka          | urbain       | 20,1             | 17 897            |            |
| Zielonka         | urbain       | 79,2             | 17 180            |            |
| Gmina Klembów    | rural        | 85,8             | 8 907             | Klembów    |
| Gmina Jadów      | rural        | 116,9            | 7 715             | Jadów      |
| Gmina Dąbrówka   | rural        | 109,1            | 6 921             | Dąbrówka   |
| Gmina Poświętne  | rural        | 106,3            | 5 849             | Poświętne  |
| Gmina Strachówka | rural        | 107,7            | 3 029             | Strachówka |

## Démographie
Données du 30 juin 2006 :
| Description | Total   | Total | Femmes  | Femmes | Hommes | Hommes |
| ----------- | ------- | ----- | ------- | ------ | ------ | ------ |
| Unité       | Nombre  | %     | Nombre  | %      | Nombre | %      |
| Population  | 202 444 | 100   | 104 551 | 51,64  | 97 893 | 48,36  |
| Urbain      | 134 733 | 66,55 | 70 616  | 34,88  | 64 117 | 31,67  |
| Rural       | 29 699  | 33,45 | 33 935  | 16,76  | 33 776 | 16,68  |

## Histoire
De 1975 à 1998, les différents gminy du powiat actuelle appartenaient administrativement à la Voïvodie de Varsovie, à la Voïvodie de Siedlce et la Voïvodie d'Ostrołęka.
La Powiat de Wołomin est créée le 1er janvier 1999, à la suite des réformes polonaises de gouvernement local passées en 1998 et est rattachée à la voïvodie de Mazovie.